# アーサー・パーシバル
アーサー・アーネスト・パーシバル（英語: Arthur Ernest Percival、中国語名: 白 思華、1887年12月26日 - 1966年1月31日）は、イギリスの陸軍軍人。最終階級は陸軍中将。
第二次世界大戦時に山下奉文中将にマレー方面で敗北・投降し、ウィンストン・チャーチルによって「大英帝国史上最悪の災害と最大の降伏」を招いた将軍と評価されている。

## 経歴
イングランド・ハートフォードシャー出身。ラグビー校出身。士官学校などの軍学校の出身ではなく、一兵卒から叩き上げて将軍になった人物である。
第一次世界大戦には当初、兵士として従軍していたが、1916年のソンムの戦いの際に初級幹部である少尉に任官した。翌年の1917年には、29歳で大隊長（佐官級）となる。すぐ後には旅団指揮を任されるにいたった。戦後はアイルランドにおける騒擾の鎮圧で頭角をあらわした。アイルランド共和軍（IRA）から暗殺対象として何度も狙われた。サンドハースト、ロシア、ナイジェリアなどに駐在し、1936年から英領マラヤに勤務。
1939年、フランス派遣軍の参謀長に就任。第43師団長として1940年5月ダイナモ作戦に参加し、帰国後は第44師団長として英国本土の沿岸防備に専念。1941年4月イギリス極東軍司令部（司令官：ロバート・ブルック＝ポッパム空軍大将）隷下のマラヤ司令部司令官となった。パーシバルはマレー駐屯軍の6個師団への増強と航空支援を要求したが、配下にあったのは訓練が不十分な2個師団半のみであった。

1942年2月にシンガポールが陥落し、山下奉文率いる日本軍に約8万の残存兵と共に投降した。マレー半島で投降した5万人と合わせ、これは英国史上最大規模の降伏だった。初めての軍司令官勤務での敗戦を経験した後、捕虜となって台湾や満州で抑留された。

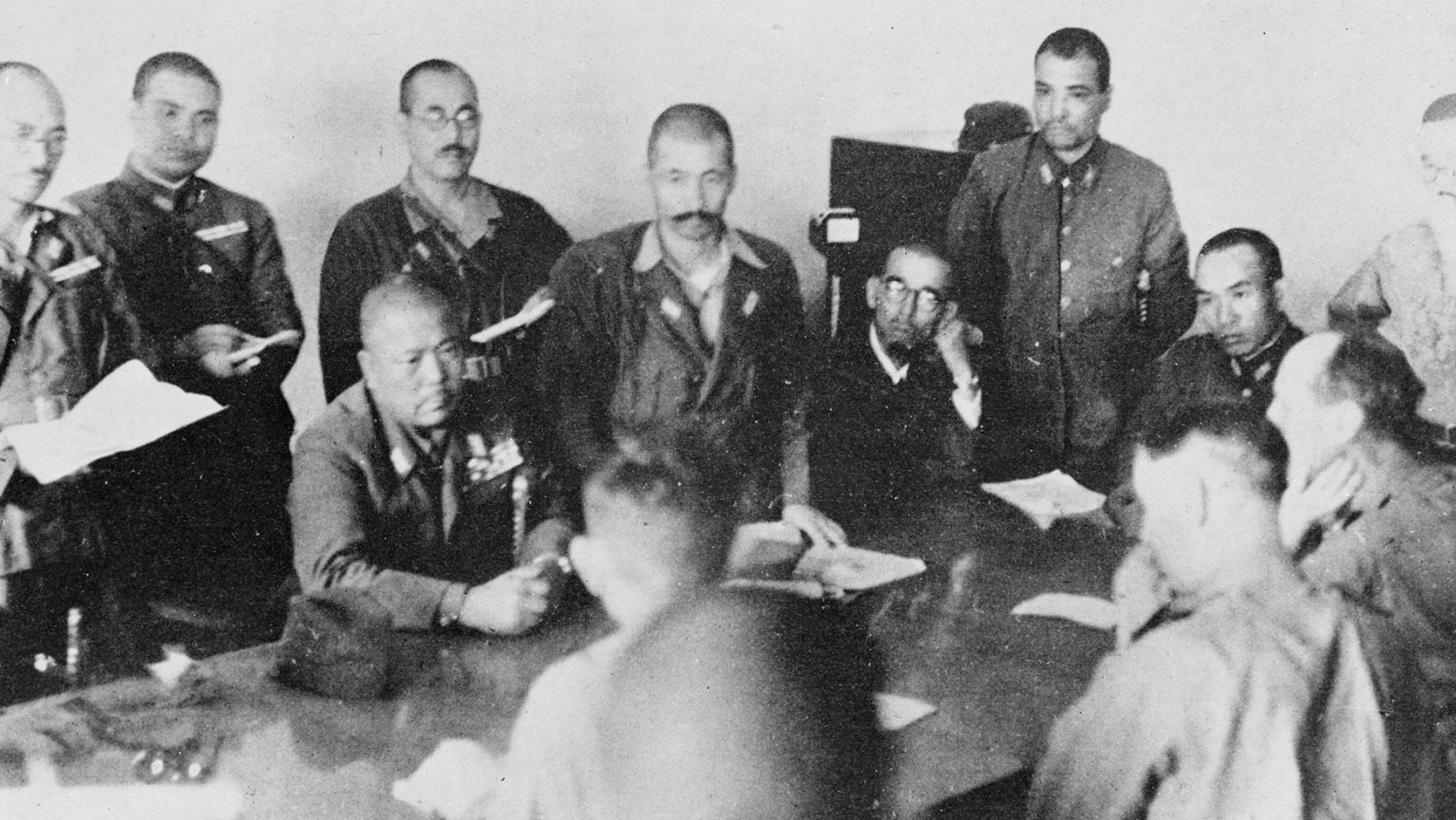
「大英帝国史上最悪の敗北」と言われたシンガポール陥落で、山下奉文中将に無条件降伏を迫られるパーシバル

1945年9月の東京湾上における戦艦ミズーリ号での降伏文書調印式に出席した後に退役し、1949年に回顧録を著わした他は余生を本国で静かに暮らした。
1966年、ロンドンで死去。満78歳没。

## 書籍
- John George Smyth: Percival and the tragedy of Singapore. MacDonald and Company, 1971